# Arizona SB 1070

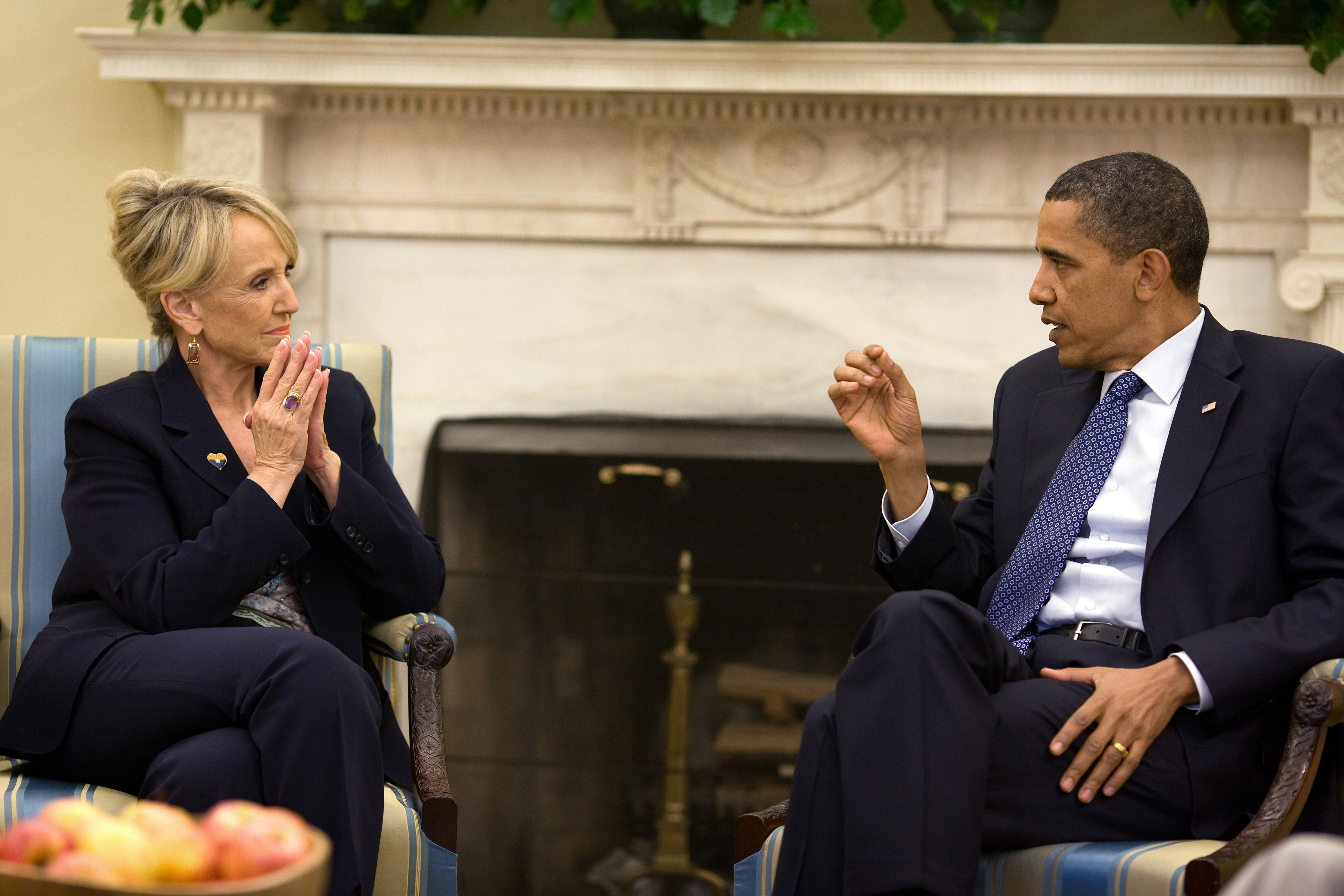
Il governatore dell'Arizona Jan Brewer in un incontro con il presidente Barack Obama nel giugno del 2010 per discutere dell'Arizona SB 1070.

Il Support Our Law Enforcement and Safe Neighborhoods Act, ufficialmente Arizona Senate Bill 1070 o in breve Arizona SB 1070, localmente in Arizona semplicemente SB 1070, è una legge dello Stato dell'Arizona negli Stati Uniti d'America che al momento della sua approvazione era la legge più dura sull'immigrazione illegale di tutti gli Stati Uniti.

## Differenze fra legge federale e SB 1070
La legge federale degli Stati Uniti prevede che tutti i cittadini stranieri di età superiore ai 14 anni che permangano sul territorio nazionale per più di 30 giorni consecutivi si registrino presso le autorità e portino con sé i documenti in ogni momento.
La legge dell'Arizona Act in aggiunta rende un reato minore (in inglese misdemeanor crime) per uno straniero essere in Arizona senza avere con sé i documenti richiesti; richiede che i pubblici ufficiali tentino di determinare lo status relativo alla posizione immigratoria sempre durante un fermo di polizia, un arresto o un semplice controllo qualora vi sia un semplice sospetto che l'individuo sia un immigrato irregolare. Inoltre obbliga i pubblici ufficiali dello Stato dell'Arizona o delle amministrazioni locali o delle altre agenzie pubbliche a restringere i controlli per il rispetto della legge federale sull'immigrazione. Ancora la SB 1070 inasprisce le pene per coloro che favoriscono l'immigrazione clandestina, per coloro che danno ospitalità agli immigrati irregolari, che gli danno lavoro o che li trasportano sui propri mezzi di trasporto. Il paragrafo sugl'intenti della legge parla proprio di dottrina di "attrition through enforcement" ovvero di "estenuare" l'immigrazione illegale "attraverso l'applicazione" della legge.

## Critiche
I critici affermano che questa legge incoraggi le pratiche di profilazione razziale, mentre i favorevoli al contrario affermano che la legge non si limita ai meri aspetti razziali. La SB 1070 fu emendata e modificata dall'Arizona House Bill 2162 nel giro di una settimana dalla sua firma con l'obiettivo di correggere alcune forzature. Vi furono proteste in oltre settanta città degli Stati Uniti inclusi boicottaggi e appelli al boicottaggio dell'Arizona. I sondaggi indicarono però che a questa legge erano favorevoli la maggior parte delle persone sia in Arizona che in tutti gli Stati Uniti Dopo il passaggio della legge altri stati americani iniziarono a considerare l'adozione di leggi simili.

## Approvazione e controversie legali
La legge fu firmata dal governatore dell'Arizona Jan Brewer il 23 aprile 2010. Il provvedimento avrebbe dovuto diventare effettivo il 29 luglio dello stesso anno.
Diverse dispute e controversie legali hanno accompagnato il provvedimento SB 1070, soprattutto riguardo alla sua costituzionalità e alla compatibilità con le leggi sui diritti civili ovvero i Civil Rights Act. Anche il Dipartimento di Giustizia degli Stati Uniti d'America è ricorso alle vie legali contro il provvedimento. Il giorno prima dell'entrata in vigore dell'atto un giudice federale ha emesso un'ingiunzione preliminare che ha bloccato le parti più controverse della legge. Lo Stato dell'Arizona fino ad oggi non è ancora riuscito a ribaltare tale decisione negli appelli e nei ricorsi alle varie corti federali degli Stati Uniti.

## Arizona HB 2162
Il 30 aprile Il governatore Brewer firmò l'House Bill 2162 o Arizona HB 2162, che modificava il precedente Arizona SB 1070 firmato una settimana prima. Veniva emendato il testo aggiungendo la frase: "prosecutors would not investigate complaints based on race, color or national origin." (gli inquirenti non investigheranno denunce basate sulla razza, il colore della pelle o l'origine nazionale) Il nuovo testo inoltre stabilisce che la polizia può investigare sullo status del migrante solo durante un fermo, un arresto o una detenzione, abbassando le pene pecuniarie dall'originario minimo di 500 dollari al nuovo massimo di 100 dollari. Anche i limiti di carcerazione per gli incensurati sono stati abbassati da 6 mesi a 20 giorni.